# Copales, Jalisco
Copales är en ort i Mexiko.   Den ligger i kommunen San Sebastián del Oeste och delstaten Jalisco, i den centrala delen av landet, 600 km väster om huvudstaden Mexico City. Copales ligger 1 275 meter över havet och antalet invånare är 162.
Terrängen runt Copales är kuperad österut, men västerut är den bergig. Terrängen runt Copales sluttar norrut. Runt Copales är det mycket glesbefolkat, med 5 invånare per kvadratkilometer. Närmaste större samhälle är Santiago de Pinos, 10,1 km sydväst om Copales. I omgivningarna runt Copales växer huvudsakligen savannskog.